# 만보 지그재그
만보 지그재그는 1998년부터 방송되었던 ITV 인천방송 교양 정보 프로그램이다.